# Saint-Pons-de-Thomières
Saint-Pons-de-Thomières is een gemeente in het Franse departement Hérault (regio Occitanie). De plaats maakt deel uit van het arrondissement Béziers. Saint-Pons-de-Thomières telde op 1 januari 2022 1.718 inwoners.
Tot de Franse Revolutie was Saint-Pons-de-Thomières een bisdom.

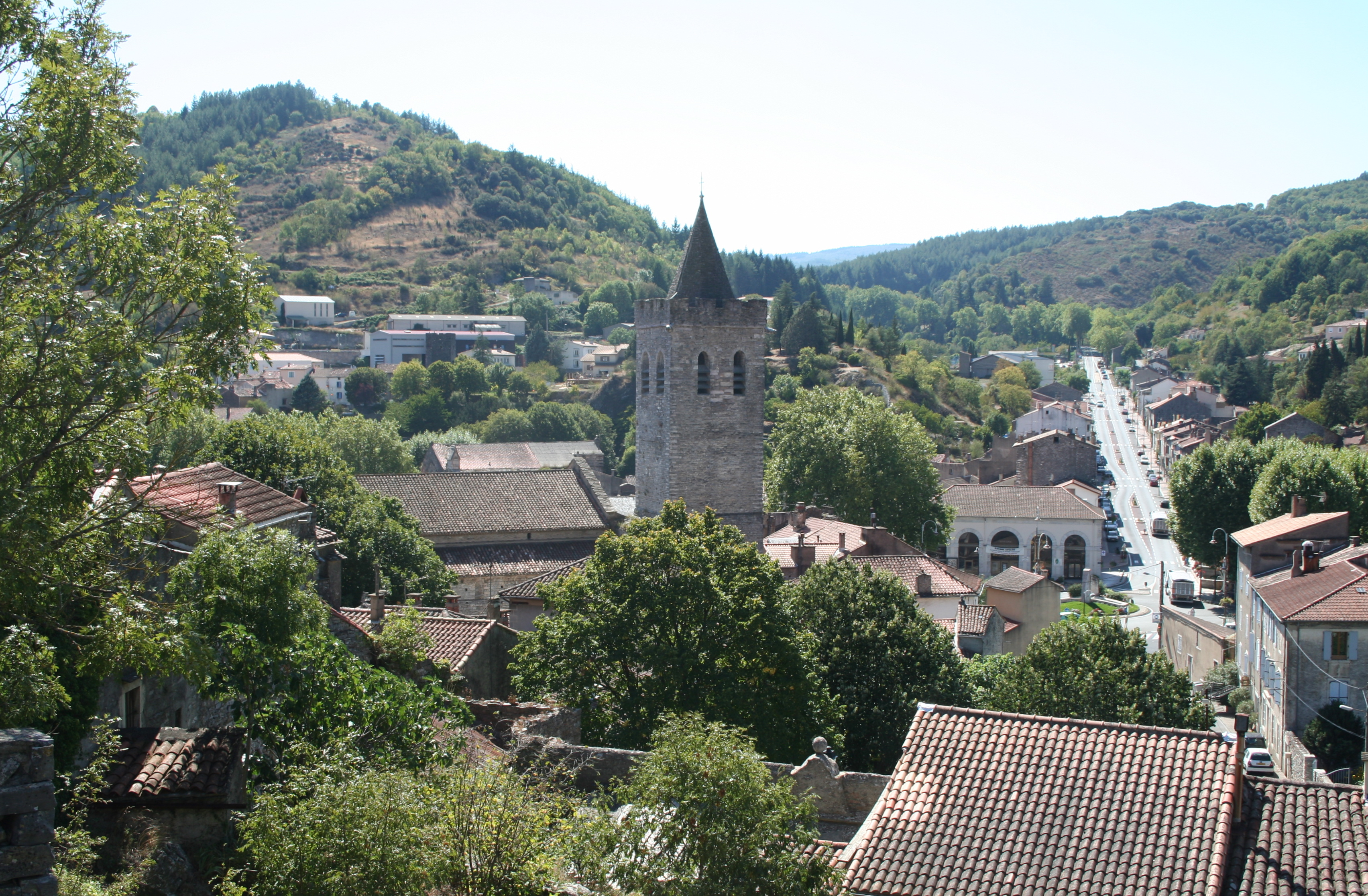
Saint-Pons-de-Thomières
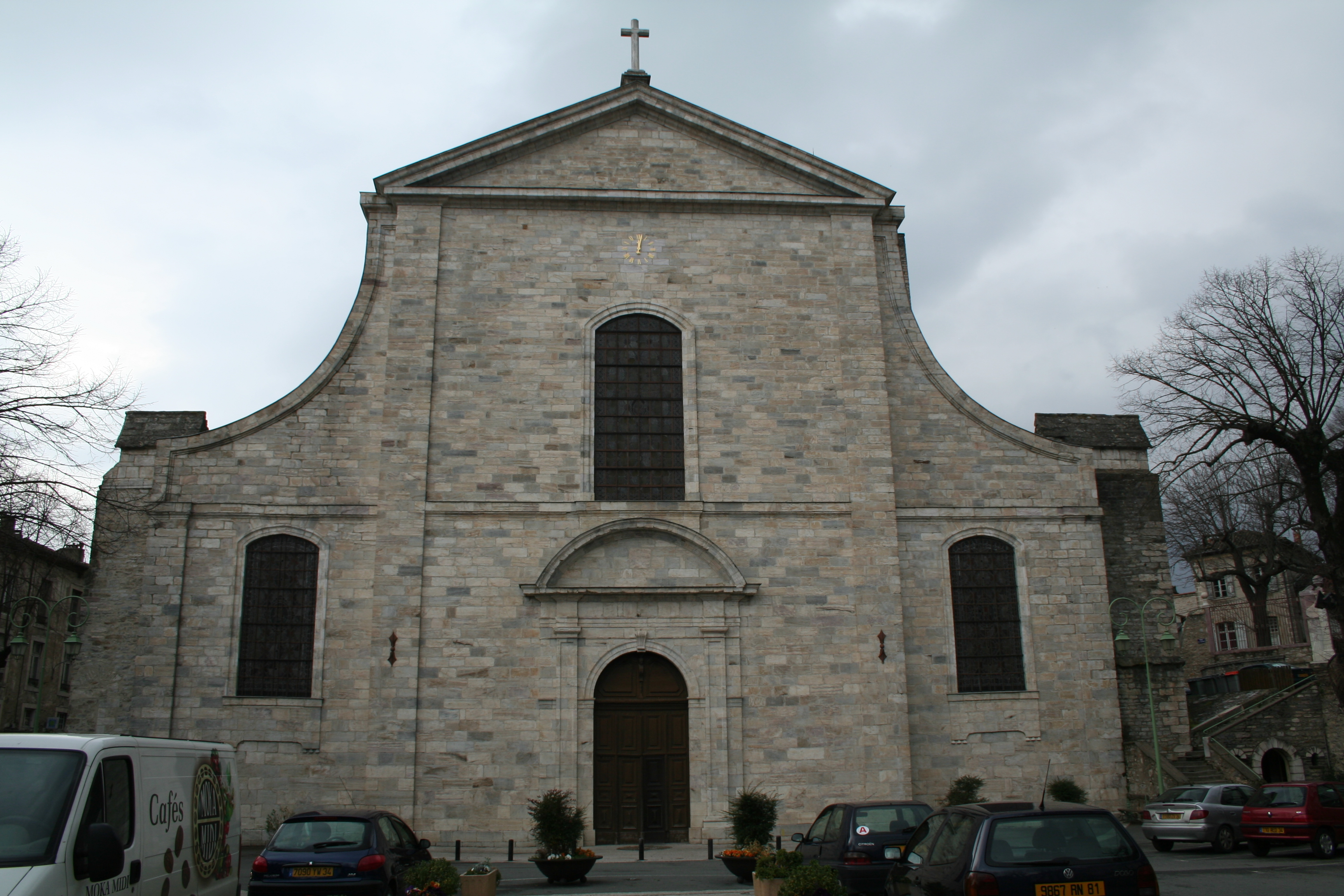
Kathedraal van Saint-Pons-de-Thomieres
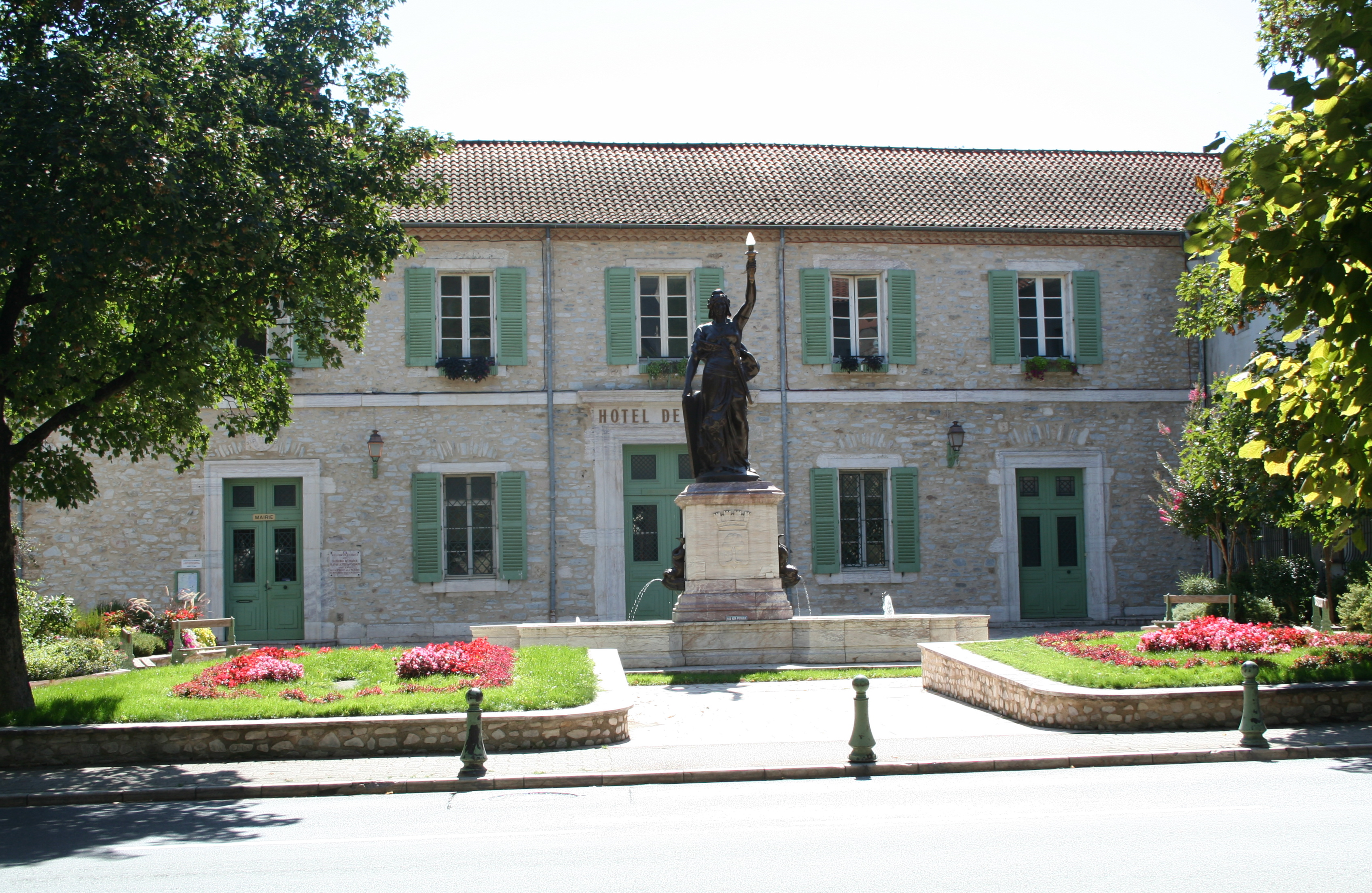
Gemeentehuis

## Geografie
De oppervlakte van Saint-Pons-de-Thomières bedroeg op 1 januari 2022 40,99 vierkante kilometer; de bevolkingsdichtheid was toen 41,9 inwoners per km².

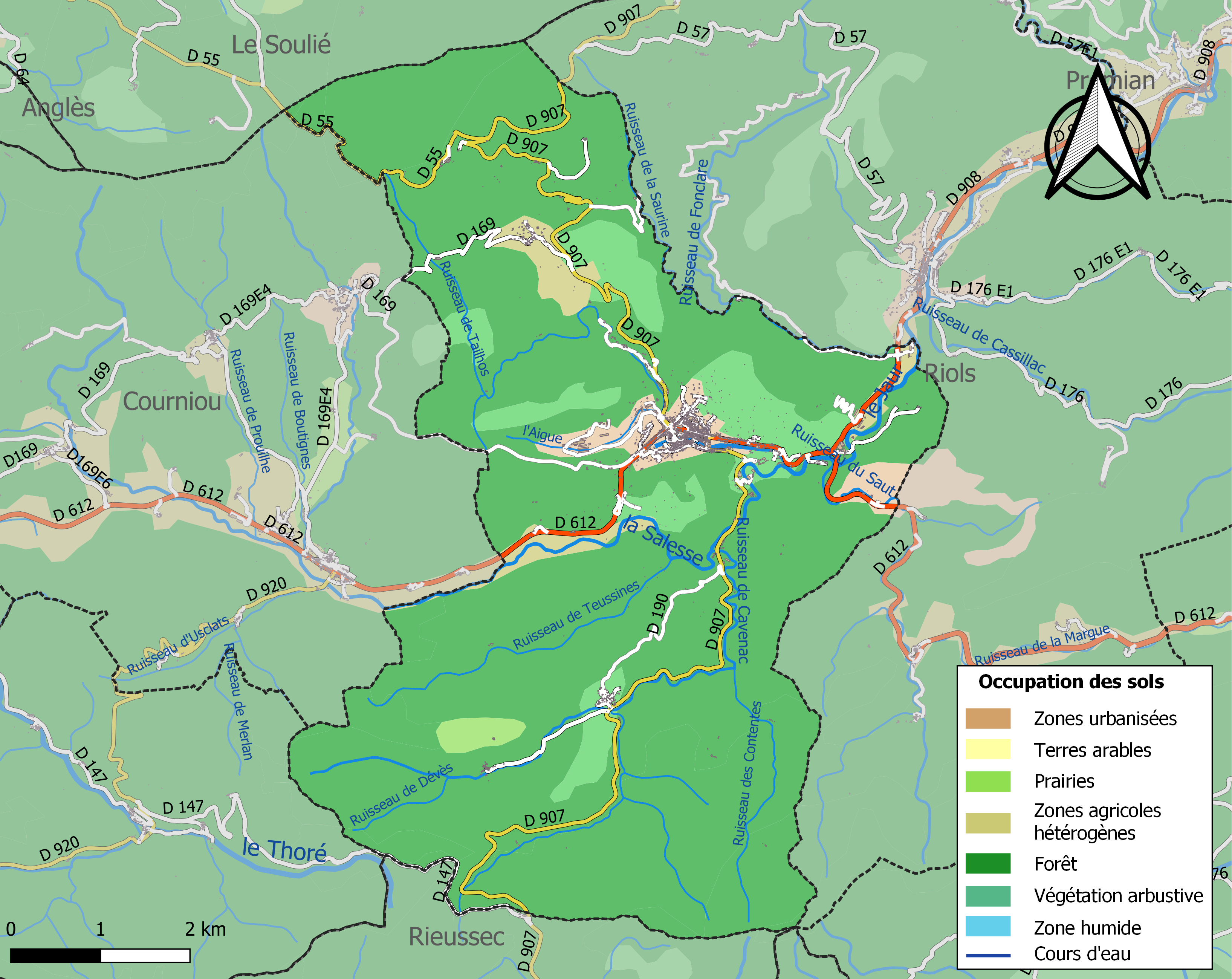
Kaart van de gemeente met belangrijkste infrastructuur, bodemgebruik en omliggende gemeenten

## Demografie
Onderstaande figuur toont het verloop van het inwonertal (bron: INSEE-tellingen).

## Geboren
- François de Villeneuve (1774-1842), royalistisch politicus
- Pierre Cahuzac (1927-2003), voetballer en voetbalcoach